# Stereoderma unisemita
Stereoderma unisemita är en sjögurkeart. Stereoderma unisemita ingår i släktet Stereoderma och familjen korvsjögurkor. Inga underarter finns listade i Catalogue of Life.